# О дилетантизме
О дилетантизме (нем. Über den Dilettantismus) — совместная работа И. В. Гёте, Ф.Шиллера и И. Г. Мейра, созданная в 1799 году и посвящённая размышлениям о влиянии дилетантизма на различные сферы искусства. Работа состоит из двух частей: в первой представлены наглядные таблицы, демонстрирующие положительные и отрицательные стороны дилетантизма в том или ином виде искусства. Во второй части представлены прозаические фрагменты о природе рассматриваемого явления.

## История создания
И. В. Гёте и Ф.Шиллер начали совместную работу над схемой в марте 1799 года. Изначально авторы планировали опубликовать готовую работу в виде статьи в журнале «Пропилеи» (Die Propyläen), который был основан И.Гёте совместно с И. Г. Мейром. Однако через несколько месяцев работа была оставлена и просуществовала в виде неоконченных записок вплоть до 1823 года, когда по просьбе И. В. Гёте его секретарь И. П. Эккерман скомпоновал отдельные записки в цельный текст.
Впервые статья была опубликована посмертно в 1832 году под названием «О дилетантизме» (Über den Dilettantismus). Вопрос об авторстве и доли участия в совместной работе Гёте и Шиллера до сих пор остаётся спорным, так как сохранившиеся рукописи преимущественно отражают записи Ф.Шиллера. Совместная работа свидетельствует о попытках синтезировать размышления писателей о понятии дилетантизма, которые уже были предприняты в работе над Ксениями.

## Схема дилетантизма
Схема открывается перечислением видов и сфер искусства, разделённых авторами по принципу разных творческих стремлений ('Trieb'), желаний выразить себя. Таким образом, сферы искусства распределены в зависимости от тех или иных побуждений (искусство театра остаётся вне этих категорий):
| Äußerungstrieb (Poesie)                         | Стремление к высказыванию (Поэзия)                          |
| Lusttrieb (Musik, Tanz)                         | Стремление к наслаждению (Музыка, танцы)                    |
| Nachahmungstrieb (Zeichnung, Malerei, Skulptur) | Стремление к имитированию (Живопись, скульптура)            |
| Bildungstrieb (Architektur, Gartenkunst)        | Стремление к созиданию (Архитектура, ландшафтное искусство) |
| Theatre                                         | Театральное искусство                                       |

Следующая секция представляет собой общую таблицу, которая уточняет положительные и отрицательные стороны дилетантизма в каждой сфере искусства. Например, для искусства поэзии авторы предложили следующую схему:
| Сфера искусства:                    | Поэзия                            |
| ----------------------------------- | --------------------------------- |
| Положительное влияние на индивида:  | Собственное эстетическое развитие |
| Отрицательное влияние на индивида:  | Поверхностность                   |
| Положительное влияние на искусство: | Атмосфера веселья, праздничности  |
| Отрицательное влияние на искусство: | Бездарность, заурядность          |
| Примеры из прошлого Германии:       | Педантизм                         |
| Примеры из настоящего Германии:     | Эстетизм                          |

В сфере поэзии дилетантизм положительно влияет на развитие индивидуального эстетического чувства, а также придаёт ей определённую лёгкость и весёлость, но поэтическое произведение, созданное дилетантом, всё равно остаётся поверхностным и посредственным относительно настоящей поэзии.

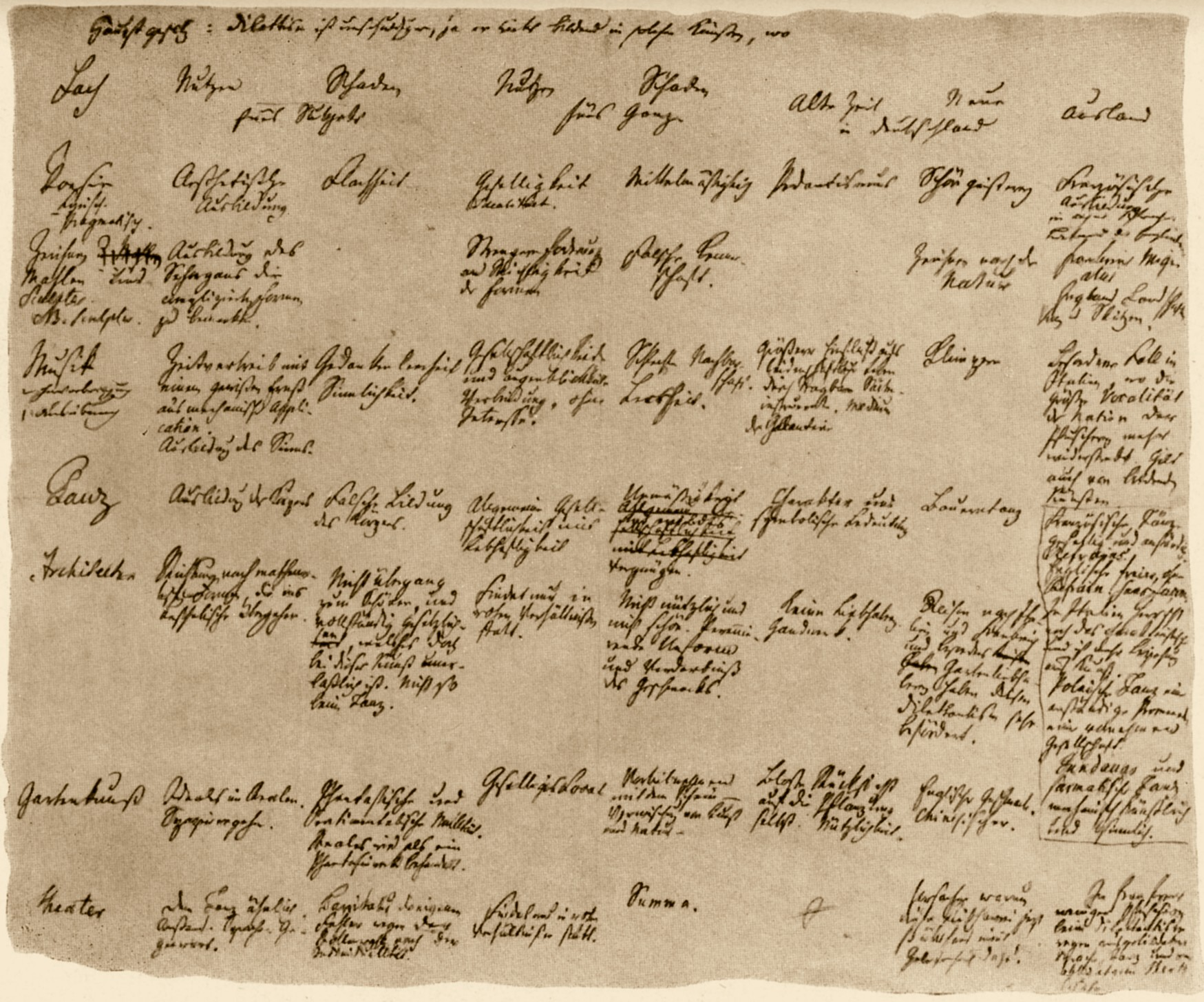
Общая схема дилетантизма в рукописи Ф. Шиллера и И. В. Гёте

Далее, для более ясного изложения собственных размышлений авторами было создано восемь таблиц для следующих сфер искусств:
1. Живопись
2. Искусство танца
3. Архитектура
4. Музыка
5. Ландшафтное искусство
6. Поэзия (лирическая)
7. Поэзия (прагматическая)
8. Искусство театра

Таблица, посвящённая живописному искусству, впервые сопровождается текстовым фрагментом, который призван соединить достоинства и недостатки дилетантизма в этой сфере. Главная мысль этого отрывка состоит в том, что дилетант, прилежно обученный правилам живописного искусства, способен стать настоящим художником. Однако дилетант всегда будет отличаться несерьёзным, детским отношением к творимому искусству, в отличие от настоящего художника, с серьёзностью относящемуся к своему делу.
В таблице об искусстве танца также говорится об амбивалентном влиянии дилетантизма на эту сферу. На примере этой таблицы хорошо видно, как попытка систематизировать понятия о положительных и отрицательных сторонах дилетантизма в том или ином искусстве ведёт к таким относительным утверждениям, что, например, дилетантизм в искусстве танца тем плох для индивида, что может оказаться причиной перелома конечностей ('Zerbrochenheit der Glieder').
В архитектуре положительной стороной дилетантизма для индивида авторы считают возрастание эстетического осознания через собственное творчество. Отрицательная сторона же заключается в том, что архитектурное творение дилетанта не может сочетать в себе и красоту и практичность. Гёте и Шиллер утверждают, что отсутствие профессиональных архитекторов в Германии стимулирует дилетантов к копированию архитектурных стилей, а не созданию собственных. Так, в этом разделе дилетантизм ассоциируется с подражательством, имитированием.
Таблица, посвящённая искусству музыки, разделена на два подзаголовка: исполнение ('Ausübung') и сочинительство ('Hervorbringung'). Дилетантизм в музыкальном исполнительстве не имеет отрицательного влияния на индивида, так как исполнение музыки способствует развитию чувств и доставляет приятное развлечение. Сочинительство же не только развивает чувство прекрасного, но и помогает постичь математические законы. Однако постижение этих законов должно проходить под руководством более опытного мастера, так как дилетант в музыке не способен, в отличие от других сфер искусства, создавать нужный эффект, не соблюдая строгих правил сочинительства. Несмотря на то, что в «О дилетантизме» этот аргумент достаточно прозрачен, тема связи музыкального сочинительства и дилетантизма останется спорной и найдёт своё отражение в книге «Казус Вагнер» Ф.Ницше и новелле Томаса Манна «Паяц».
Таблица, озаглавленная «Ландшафтное искусство», признаёт положительные стороны дилетантизма в том, что ландшафтное искусство само по себе выражается в стремлении упорядочить и придать форму чему-то бесформенному, что является первым шагом для любого творчества. В этом контексте понятие дилетантизма выступает синонимом к понятию ученичества, что было особенно близко И. В. Гёте. Отрицательное влияние выражается к чрезмерной индивидуальной свободе этой сферы искусства, которая даёт дилетанту свободу для создания плохих копий чужих произведений. Примером такого влияния авторы называют моду на сады в английской манере.

В разделе, посвящённом искусству поэзии, Гёте и Шиллер безоговорочно осуждают дилетанта в плагиаризме, видя в этом главный порок всех подобных произведений: 
«Alle Dilettanten sind Plagiarii. Sie entnerven und vernichten jedes Originalschöne in der Sprache und im Gedanken, indem sie es nachsprechen, nachäffen und ihre Leerheit damit ausflicken <…> So wird die Sprache nach und nach mit zusammengeplünderten Phrasen und Formeln ausgefüllt, die nichts mehr sagen, und man kann ganze Bücher lessen, die schön stilisiert sind und gar nichts enthalten».
«Все дилетанты являются плагиаторами. Они выхолащивают и уничтожают подлинную красоту языка и мыслей путём бесконечного повторения, искажения и переделывания их под свои нужды, пытаясь прикрыть этим собственную бессодержательность <…> Вследствие этого язык постепенно наполняется украденными фразами и формулировками, которые больше ни о чём не говорят, и мы можем читать целые тома, прекрасно стилизованные, но не содержащие в себе абсолютно ничего». 
В сфере театрального искусства увлечения дилетанта помогают ему улучшить память и побороть внутреннюю нерешительность. Однако дилетантизм в этой сфере заключает в себе и риск создать карикатуру на самого себя. Актёры-дилетанты своею игрой понижают общий уровень актёрского мастерства, поэтому авторы предлагают таким актёрам выбирать простые и доступные для понимания пьесы.
Каждая таблица для различных сфер искусства сводится к следующему тезису: дилетантизм полезен для саморазвития и как способ получения эстетического удовольствия, но результаты деятельности дилетанта оказывают отрицательное воздействие на общество, понижая ценностный уровень искусства.

## Прозаические фрагменты
Оставшаяся часть работы состоит из четырёх прозаических секций, призванных осмыслить противоречия, которые возникли у авторов во время работы над таблицами.
1. Первый фрагмент развивает мысль об «Отличии художника и дилетанта» ('Begriff des Künstlers im Gegensatz des Dilettanten').
2. Второй фрагмент озаглавлен «О так называемом дилетантизме или любительстве в искусстве» ('Über den sogenannten Dilettantismus oder die praktishe Liebhaberei in den Künsten'). Такое заглавие дал ему Экерманн во время своей работы над записками Гёте[2].
3. Третий небольшой фрагмент подчёркивает мысль о том, что дилетантизм всё-таки имеет место быть, так как культивирует важные творческие стремления человеческое натуры. Однако творчество дилетанта не может быть самодостаточным и может служить лишь первым шагом к настоящему искусству.
4. Четвёртый фрагмент служит небольшим заключением ко всей работе. В нём авторы высказывают мысль о том, что гениальность и талант всё-таки имеют свою, внутреннюю природу, а недостатков в явлении дилетантства больше, чем достоинств.

## Основные тезисы
1. Настоящий художник отличается от дилетанта присущим ему от природы гением или талантом.
2. Художник создаёт настоящее произведение искусства. Дилетант никогда не создаст самодостаточного произведения искусства, однако и настоящий художник может ошибаться.
3. Художник относится к своему искусству серьёзно, в то время как дилетант считает творчество развлечением или игрой, что роднит мировосприятие дилетанта с детским.
4. Художник создаёт новое, дилетант же может только имитировать и подражать. Все дилетанты в той или иной степени плагиаторы.
5. Дилетантизм продуктивен, но результат его деятельности не должен приравниваться к настоящему искусству. Творчество дилетанта может служить лишь первым шагом к настоящему искусству. Настоящий художник сочетает в себе природное дарование и развитые через собственный труд навыки.
6. Дилетантизм более полезен в тех сферах искусства, где важную роль играет самовыражение индивида. В тех же сферах искусства, где боле важны непосредственные навыки и серьёзный труд, дилетантизм не находит опоры.
7. Недостатков в дилетантизме больше, чем достоинств.

Помимо собственных исканий И. Гёте и Ф. Шиллера, «Схема дилетантизма» во многом отражает эпоху Веймарского классицизма, стремившуюся к ясности и точности рассуждений в таких сферах, где субъективные оценки оказываются превалирующими.